# Pimpinella villosa
El pelitre (Pimpinella villosa)  es una hierba de la familia de las apiáceas

## Descripción
Erecta, ramificada arriba, de 30-60 cm; tallos pelosos, aunque no siempre, más en las zonas superiores; hojas pelosas, casi todas situadas en la parte más inferior de la planta y que muchas veces se secan antes de la floración, con pie que envaina el tallo. Las flores veraniegas, sin cáliz, crecen en el extremo de unos radios cortos (umbélulas) que a su vez surgen de otros mayores (umbelas), en el extremo de las ramas. Tienen pequeños pétalos (1 mm.) blancos y estambres también blancos visibles.

## Distribución y hábitat
En la península ibérica. Aparece en taludes, bordes de caminos, pastos poco densos y terrenos removidos.

## Taxonomía
Bupleurum villosa fue descrita por Peder Kofod Anker Schousboe y publicado en Iagttag. Vextrig. Marokko 139. 1800
Citología
Número de cromosomas de Pimpinella villosa (Fam. Umbelliferae) y táxones infraespecíficos:  2n=20
Sinonimia
- Apium villosum (Schousb.) Calest.
- Athamanta lasiantha Willd. ex Schult.
- Bubon tortuosum Hoffmanns. & Link
- Tragium anisoides Steud.
- Tragium broteri Spreng.
- Tragium schausboei Spreng.
- Tragium tortuosum Link
- Tragium villosum Spreng.[4]

## Nombres comunes
- Castellano: apio redondo, pelitre (3), pimpinela montesina.(el número entre paréntesis indica las especies que tienen el mismo nombre en España)[5]